# باول كرسبو
باول كرسبو (بالإنجليزية: Paul Crespo)‏ هو سمسار أمريكي، ولد في 8 يونيو 1964.